# Spliethoff-H-Typ
Der Spliethoff-H-Typ ist eine Klasse von Mehrzweck-Schwergutschiffen der niederländischen Reederei Spliethoff.

## Geschichte
Die Schiffe wurden auf verschiedenen chinesischen Werften gebaut und zwischen Ende 2008 und Ende 2009 abgeliefert. Sie sind Teil der ursprünglich für die Reedereien Beluga Shipping in Bremen und W. Bockstiegel in Emden gebauten Beluga-F-Serie und BBC-Campana-Klasse, die auf einem gemeinsamen Schiffsentwurf basieren. Die Schiffe unterscheiden sich teilweise geringfügig in ihren Abmessungen sowie durch ihre Krankapazitäten und die Höhen der Zwischendecks.
Die Schiffe gehören Einschiffsgesellschaften. Sie werden von Spliethoff seit 2016 bzw. 2019 in der weltweiten Fahrt eingesetzt.

## Beschreibung
Die Schiffe werden von einem Viertakt-Sechszylinder-Dieselmotor des Motorenherstellers Caterpillar (Typ: MaK 6M43C) mit 5400 kW Leistung angetrieben. Der Motor wirkt über ein Untersetzungsgetriebe auf einen Verstellpropeller. Die Schiffe sind mit einem elektrisch angetriebenen Bugstrahlruder ausgestattet. Für die Stromerzeugung an Bord stehen ein von der Hauptmaschine angetriebener Wellengenerator sowie drei von MAN-Dieselmotoren angetriebene Generatoren zur Verfügung. Weiterhin wurde ein von einem MAN-Dieselmotor angetriebener Notgenerator verbaut.
Die Schiffe verfügen über drei größtenteils boxenförmige Laderäume. Die Laderäume sind mit Faltlukendeckel verschlossen. Laderaum 1 ist 18,75 m lang und im vorderen Bereich 10,06 m bzw. im hinteren Bereich 15,01 m breit. Laderaum 2 ist 42 m lang und 17,5 m breit, Laderaum 3 ist 25,5 m lang und 17,5 m breit. Laderaum 3 verjüngt sich im hinteren Bereich etwas. Laderaum 1 ist 10,53 m hoch, Laderaum 2 ist 11,18 m hoch und Laderaum 3 10,77 m hoch. Die Laderäume können mit Zwischendecks in der Höhe unterteilt werden. Die Kapazität der Laderäume beträgt 15.952 m³. Auf der Tankdecke steht insgesamt eine Fläche von 1.425 m², auf den Zwischendecks stehen 1.432 m² und an Deck 1.656 m² zur Verfügung. Bei der Heemskerkgracht stehen an Deck 1.531 m² zur Verfügung. Die Tankdecke kann mit 15 t/m², die Zwischendecks können mit bis zu 4 t/m² und die Lukendeckel mit 1,75 t/m² belastet werden.
Die Schiffe sind auf der Backbordseite mit drei NMF-Kranen ausgerüstet. Die Krankapazität beträgt jeweils 150 t (kombiniert 300 t) bei zwei und 180 t (kombiniert 360 t) bei vier der Schiffe.
Das Deckshaus befindet sich im hinteren Bereich der Schiffe. Hinter dem Deckshaus befindet sich auf der Steuerbordseite ein Freifallrettungsboot.
Der Rumpf der Schiffe ist eisverstärkt.

## Schiffe
| H-Typ                                                      | H-Typ                                         | H-Typ       | H-Typ                                              | H-Typ                                    |
| Schiffsname                                                | Bauwerft Baunummer                            | IMO- Nummer | Kiellegung Stapellauf Ablieferung                  | Verbleib                                 |
| ---------------------------------------------------------- | --------------------------------------------- | ----------- | -------------------------------------------------- | ---------------------------------------- |
| Heerengracht gebaut als Beluga Fidelity (Beluga-F-Serie)   | Jiangzhou Union Shipbuilding Company JZ1005   | 9435753     | 5. September 2007 22. April 2008 23. Januar 2009   |                                          |
| Hudsongracht gebaut als BBC Alaska (BBC-Campana-Klasse)    | Taizhou Sanfu Ship Engineering Company SF0084 | 9433262     | 15. Januar 2008 6. Juli 2008 18. Dezember 2008     |                                          |
| Humbergracht gebaut als BBC Montana (BBC-Campana-Klasse)   | Taizhou Sanfu Ship Engineering Company SF0085 | 9433274     | 15. Januar 2008 30. November 2008 26. April 2009   |                                          |
| Houtmangracht gebaut als Beluga Fantasy (Beluga-F-Serie)   | Jiangzhou Union Shipbuilding Company JZ1006   | 9435765     | 12. November 2007 23. Januar 2009 18. August 2009  |                                          |
| Heemskerkgracht gebaut als Beluga Faculty (Beluga-F-Serie) | CSC Jiangdong Shipyard JD12000-13             | 9443669     | 30. August 2007 11. März 2008 21. August 2009      |                                          |
| Hemgracht gebaut als Beluga Fairy (Beluga-F-Serie)         | CSC Jiangdong Shipyard JD12000-14             | 9466996     | 18. September 2007 30. Juni 2008 11. Dezember 2009 | verkauft, seit 2017 als Nunalik in Fahrt |